# Dans mon délire
Singles de Black M
Mon beau frère
(2019) Ainsi valse la vie
(2019)
Dans mon délire est une chanson du rappeur français Black M en featuring avec Heuss l'Enfoiré et Soolking, c'est le troisième extrait de l'album Il était une fois... sortie le 23 août 2019.

## Classements hebdomadaires
| Classements (2019)                      | Meilleure position |
| --------------------------------------- | ------------------ |
| France (SNEP)                           | 138                |
| France (SNEP Ventes)                    | 51                 |
| Belgique (Wallonie Ultratop 50 Singles) | 15                 |